# 極地メダル
極地メダル（きょくちメダル、英語: Polar Medal）は、イギリスの君主によって授与されるメダルのひとつ。1857年に北極メダル (Arctic Medal) として制定され、1904年に現行の名称に改称された。

## 歴史
北極メダルと称された、北極に関わる賞の最初のものは、19世紀に2回授与された。イギリス海軍の海軍本部は、1857年に、それまでに行われた数件の北極探検、特に、1847年に北西航路の探索中に消息を絶ったサー・ジョン・フランクリンらフランクリン遠征の一行の捜索活動などを対象に、メダルを授与した。
女王陛下におかせられましては、1818年以降1855年以前の期間に、発見や探索を目指して北極地域で行われた複数の探検に関わったあらゆる職位、階級の全ての者にメダルを授与する命令を、麗しくもおくだしになりました。
北極メダルの2回目の授与は、1875年から1876年にかけて行われたイギリス北極遠征に加わった三隻の船の乗組員たちを対象に行われた。
1904年、極地メダルが、ロバート・スコット海軍大佐の最初の南極遠征（ディスカバリー遠征）の参加者に授与された。この時には、救援にあたったテラ・ノヴァとモーニングの乗組員にもメダルが授与された。これに続いて、アーネスト・シャクルトンが率いた1907年から1909年にかけてのニムロド遠征や、1914年から1917年の帝国南極横断探検隊の参加者にも、メダルが授与された。
1968年までは、英連邦諸国の政府が送った全ての南極探検隊に参加した全員に対して、極地メダルが授与されていた。しかし、メダルの授与に関する規定が改定され、その後は、個人としての業績が強調されるように制度が変わった。
メダルは、イギリス国民で、両極地域における知識の拡大に協力して貢献した者か、長期にわたってそうした知識の獲得の支援を卓越した水準で提供した者で、いずれの場合においても、危険で厳しい極地環境を乗り越えた者に対して与えられる。メダルはまた、特段の困難の克服を考慮した場合にも、極地探検の目的への支援を卓越した水準で提供した者にも与えられることがある。
合計880個の銀メダルと、245個の銅メダルが南極探検に関して授与されている。さらに73個の銀メダルが、北極関係で授与されている。
数人の受賞者たちは、繰り返し極地探検に従事したことに対してメダル・バーを授与されている。フランク・ワイルドとアーネスト・ジョイスは、極地メダルに4本のバーを加えるという、最多本数の記録を分かち持っている。
上位に戦役褒章（Campaign Medals and Stars）、下位にイギリス帝国従軍章（Imperial Service Medal , ISM）がある。

## 意匠
メダルは、八角形で、白いリボンが付いている。当初の北極メダルの裏面には、三本マストの船が氷に閉ざされている絵柄が描かれていた。鋳型を制作したのはレナード・チャールズ・ウィオンであった。1904年からは、新たにアーネスト・ギリックが制作した、ディスカヴァリー号を背景に、橇を曳く人々の姿が手前に描かれた図柄となった。メダルの表面には、授与時点における君主の肖像が刻印されている。
メダルは当初、銀と銅の両方で制作されていた。1939年以降は、授与される全てのメダルが銀製となった。銅メダルは、南極遠征の救援船の乗員に与えられており、北極探検に関係して授与されたことはない。

## オーストラリア
オーストラリア政府は、極地メダルに代えて、1987年から独自のオーストラリア南極メダルを授与するようになっている。

## ニュージーランド
1996年、ニュージーランドは栄典制度の見直しを行い、ニュージーランド人は極地メダルの授与対象から外れた。同じ趣旨のメダルの制度はニュージーランドのメダルとして維持されることが提案され、ニュージーランド南極メダルとなった。この改称は、ニュージーランドが関わって成果を上げてきたのが南極であったことを踏まえている。改称を提言した栄典制度についての報告書は、このメダルの名称が北極 (the North Pole) に由来するという誤解を踏まえていた。新たなメダルは、ニュージーランド女王（エリザベス2世）によって2006年9月1日に正式に制度化された。2016年、ニュージーランド南極メダルは、北極と南極の両方における活動で知られるキム・クロスビーに授与された。